# Анхава, Туомас
Туомас Анхава (фин. Tuomas Anhava; 5 июня 1927, Хельсинки, Финляндия — 22 января 2001, там же) — финский поэт, переводчик, литературный критик. Представитель модернизма в поэзии, последователь Эзры Паунда и Томаса С. Элиота.
В 1947 году окончил Хельсинкский университет со степенью магистра. Перфекционист с огромным теоретическим интересом к эстетике современной поэзии, всегда стремившимся к совершенству своих стихов.
Т. Анхава был зачинателем новой литературной критики, формального метода в литературоведении в Финляндии.
Занимался переводами с английского, шведского, польского, русского и японского языков.
Его стихи очень напоминают японскую и китайскую поэзию, которую Т. Анхава переводил.
Похоронен на кладбище Хиетаниеми в Хельсинки.

## Награды
- Pro Finlandia (1968)
- Премия Эйно Лейно (1989)

## Избранные сочинения
- Runoja («Стихи», 1953)
- Runoja 1955 (1955)
- 36 runoa (1958)
- Runot 1951—1966 (1967)